# 張燁 (萬曆進士)
張燁（1550年—1589年），字斂華，號見椿，山東濟南府濱州人，匠籍，明朝政治人物。

## 生平
萬曆元年（1573年）癸酉科山東鄉試第十九名，萬曆十一年（1583年）癸未科會試第二百九十六名，登三甲第六十四名進士。户部觀政，本年授元城县知县。十五年行取，升户部主事，养病，十七年己丑卒。

## 家族
曾祖張鸞；祖父張隆；父張大孝。母吳氏。